# Lac de Betania
Le lac de Betania (espagnol : Represa de Betania) est un lac de barrage situé dans le département de Huila, en Colombie.  

## Géographie
Le lac de Betania est situé à 35 km au sud-ouest de la ville de Neiva, à la confluence des ríos Yaguará et Magdalena. Il est bordé par les municipalités de Yaguará, Campoalegre et Hobo. 
Avec un volume de 1 970 millions de m3, c'est la plus importante retenue d'eau du pays.

## Climat
Le lac est soumis à un climat de forêt sèche tropicale, avec des températures annuelles moyennes de 24 °C et des précipitations moyennes allant de 1 000 à 2 000 mm avec des pics en avril et novembre.